# تسلسل عكسي
التسلسل العكسي (أو الاستدلال العكسي) هو أسلوب استدلال يوصف بأنه يعمل عكسًا من الهدف. يُستخدم في مثبتات النظرية الآلية ومحركات الاستدلال ومساعدي الإثبات وتطبيقات الذكاء الاصطناعي الأخريات.
يطبقها الباحثون في نظرية الألعاب على ألعاب فرعية (أبسط) لإيجاد حل للعبة، في عملية تسمى الحث العكسي. أما في الشطرنج فيطلق عليه التحليل الرجعي يُستخدم لإنشاء قواعد الجدول لألعاب نهاية اللعب لشطرنج الحاسوب.